# Chrysopogon brunnipes
Chrysopogon brunnipes là một loài ruồi trong họ Asilidae. Chrysopogon brunnipes được Clements miêu tả năm 1985. Loài này phân bố ở miền Australasia.